# Ford Madox Ford
Ford Madox Ford (rodné jméno Joseph Leopold Ford Hermann Madox Hueffer (/ ˈhɛfər / HEF-ər); 17. prosince 1873, Anglie – 26. června 1939, Francie) byl anglický spisovatel, básník, kritik a redaktor, jehož časopisy The English Review a The Transatlantic Review měly značný význam pro vývoj anglické literatury na počátku 20. století.
Je autorem románů Nejsmutnější příběh (orig. The Good Soldier, 1915), Parade's End tetralogy (1924–28) a The Fifth Queen trilogy (1906–08). Román The Good Soldier bývá zahrnován mezi velkou literaturu 20. století, je na seznamu Modern Library 100 Best Novel, na seznamu časopisu The Observer 100 Greatest Novels of All Time, a listu The Guardian 1000 novels everyone must read (1000 románů, které musíte číst).

## Životopis
Ford Madox se narodil ve Wimbledonu v Londýně. Byl nejstarší ze tří dětí Catherine Madox Brown a Francise Hueffera; jeho bratr byl Oliver Madox Hueffer a jeho sestra byla Julie Catherine Emma Huefferová, manželka Davida Soskice a matka Franka Soskice, (ministr vnitra Spojeného království v období 18. října 1964 – 23. prosince 1965). Fordova matka byla Angličanka a otec byl Němec. Ford Madox se stal se hudebním kritikem listu The Times. Jeho dědeček z otcovy strany Johann Hermann Hüffer publikoval jako první básně německé básnířky Annette von Droste-Hülshoff. Ford Madox dostal jméno po svém dědečkovi z matčiny strany, malíři Ford Madox Brownovi, který patřil k prerafaelitům. Ford Madox Ford později napsal jeho životopis. Starší sestra jeho matky byla Lucy Madox Brown, manželka Williama Michaela Rossettiho a matka Olivie Rossetti Agresti.
V roce 1889, po smrti otce, Ford s bratrem Oliverem žili u svého dědečka v Londýně. Ford absolvoval denní studium na škole University College School v Londýně, ale nikdy nechodil na univerzitu.

## Osobní život
V roce 1894 Ford utekl se svou spolužačkou Elsie Martindaleovou. Pár měl svatbu v Gloucesteru a přestěhoval se do Bonningtonu. V roce 1901 se přestěhovali do malého města v hrabství Sussex, do Winchelsea. Měli dvě dcery, Christinu (nar. 1897) a Katharine (nar. 1900). Mezi jeho sousedy ve Winchelsea byli Henry James a Herbert George Wells.
V roce 1904 trpěl Ford agorafobií. Potíže mu způsobily finanční a manželské problémy. Odcestoval do Německa, kde trávil čas s rodinou a léčil se.
V roce 1909 Ford svou ženu opustil a vrátil se domů s anglickou spisovatelkou Isobel Violet Huntovou. Vydávali spolu literární časopis The English Review. Fordova manželka se ale odmítla rozvést. Ford se proto pokusil získat německé občanství aby se mohl dát rozvést v Německu, ale nezdařilo se mu to. Když se v jednom článku Violet Huntová objevila jako „paní Huefferová“, vedlo to k úspěšné žalobě pro urážku na cti, kterou podala paní Fordová v roce 1913. Fordův vztah s Huntovou nepřežil první světovou válku.
Ford zpočátku používal jméno Ford Madox Hueffer, ale po válce, v roce 1919, změnil své jméno na Ford Madox Ford, „Hueffer“ znělo příliš německy.
Mezi lety 1918 a 1927 žil s dvacetiletou australskou spisovatelkou a umělkyní Stellou Bowenovou. V roce 1920 se jim narodila dcera Julia Madoxová Fordová.
V létě roku 1927 New York Times informoval, že Ford přestavěl mlýn ve francouzském Avignonu na dům a dílnu, kterou nazval „Le Vieux Moulin“. Článek implikoval, že Ford opět navázal vztah se svou manželkou. Počátkem 30. let navázal Ford vztah s Janicí Bialovou, polskou umělkyní z New Yorku, která ilustrovala několik Fordových pozdějších knih. Tento vztah trval až do konce 30. let.
Poslední roky svého života Ford strávil vyučováním na Olivet College v Olivetu v Michiganu. V červnu 1939 v Honfleuru onemocněl a krátce nato zemřel v Deauville ve věku 65 let.

## Literární život

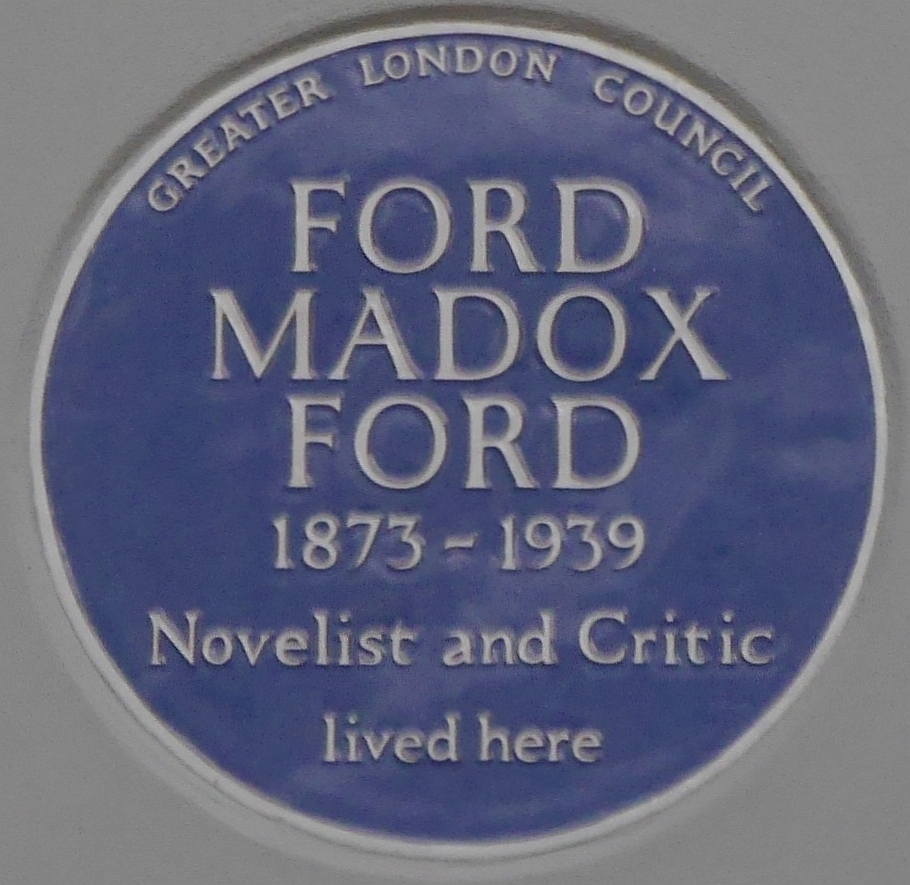
Modrá plaketa (Blue plaque), 80 Campden Hill Road, Kensington, Londýn

Jedním z jeho nejznámějších děl je román Nejsmutnější příběh (The Good Soldier) z roku 1915. Román vydaný těsně před první světovou válkou popisuje tragický život dvou cizinců, dvou „dokonalých párů“, jednoho Brita a jednoho Američana, pomocí složitých retrospektiv. V textu „Dedicatory Letter to Stella Ford“, který Nejsmutnějšímu příběhu slouží jako předmluva, Ford prohlašuje že jeho přítel prohlásil román Nejsmutnější příběh za „nejlepší francouzský román v anglickém jazyce!“ Ford sám sebe označil za „konzervativního šílence v historické kontinuitě“. Věřil, že romanopisec má být historikem své vlastní doby. Nicméně Konzervativní stranu odmítal, mluvil o ní jako o „hloupé straně“ (the Stupid Party).
Po začátku první světové války se Ford zapojil do britské válečné propagandy. Pracoval pro War Propaganda Bureau (Úřad pro válečnou propagandu), vedený Charlesem Mastermanem. Pro úřad pracovali Arnold Bennett, G. K. Chesterton, John Galsworthy, Hilaire Belloc a Gilbert Murray. Ford napsal pro Mastermana s pomocí Richarda Aldingtona dvě propagandistické knihy; When Blood is Their Argument: An Analysis of Prussian Culture (Když je jejich argumentem krev: analýza pruské kultury) v roce 1915 a ve stejném roce Between St Dennis and St George: A Sketch of Three Civilizations (Mezi sv. Dennisem a svatým Jiřím: Náčrt tří civilizací).
Po napsání těchto dvou propagandistických knih se Ford 30. července 1915 zapsal do Welch Regiment (Welchského pluku britské armády), se kterým byl poslán do Francie. Jeho bojové zkušenosti spolu s předchozí propagandistickou aktivitou inspirovaly jeho tetralogii Parade's End (1924–1928). Děj se odehrává v Anglii a na západní frontě před, během a po první světové válce.

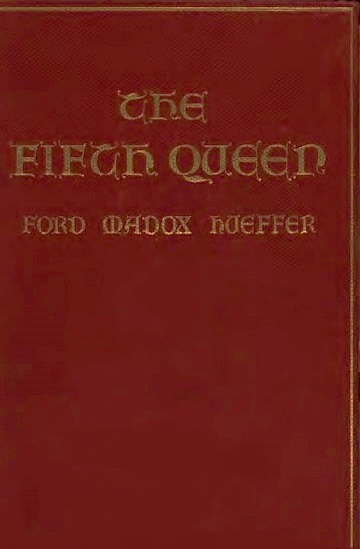
Obálka knihy digitalizovaná společností Google z knihovny Harvardovy univerzity

Ford napsal desítky románů, esejí, poezii, memoáry a literární kritiky. Spolupracoval s Josephem Conradem na třech románech: Inheritors (Dědicové) (1901), Romance (1903) a The Nature of Crime (vydáno 1924, ale napsáno již dříve). Během tří až pěti let po této spolupráci dosáhl Ford velkého úspěchu s trilogií The Fifth Queen (Pátá královna) z let 1906–1908. Jedná se o tři romány založené na fikci o životě a smrti Kateřiny Howardové. Dílo Joseph Conrad v té době nazval „labutí písní historického románu“. Fordovu báseň Antwerp (1915) ocenil T. S. Eliot jako „jedinou dobrou báseň na téma války, se kterou jsem se setkal.“
Fordův román Ladies Whose Bright Eyes (1911, rozsáhle revidovaný v roce 1935) je v jistém smyslu opakem Twainova románu Yankee z Connecticutu na dvoře krále Artuše.
Když ve Španělsku vypukla občanská válka, Ford se postavil na stranu levé republikánské frakce a prohlásil: „Bez váhání jsem se postavil proti španělské vládě a proti Francově pokusu – z mnoha důvodů a pocitů... Pan Franco si přeje založit vládu spočívající na podpoře Maurů, Němců a Italů. Jeho úspěch by byl naprosto v rozporu se světovým svědomím.“ Jeho názor na Mussoliniho a Hitlera byl rovněž negativní a nabídl se sepsat manifest proti nacismu.

### Propagace literatury
V roce 1908 založil Ford časopis The English Review. Publikoval v něm díla Thomase Hardyho, H. G. Wellse, Josepha Conrada, Henryho Jamese, práci Mary Amelie St. Clair, publikující pod pseudonymem May Sinclair, Johna Galsworthyho a Williama Butlera Yeatsa; a jako první uveřejnil díla Ezry Pounda, Wyndhama Lewise, D. H. Lawrence a Normana Douglase. Ezra Pound a další modernističtí básníci v Londýně byly podporováni především mladými lidi, oceňovali Fordovu poezii jako příklad reakce na současná témata a užití moderního slovníku. V roce 1924 Ford založil časopis The Transatlantic Review, časopis s velkým vlivem na moderní literaturu. Pohyboval se v umělecké komunitě v Latinské čtvrti v Paříži. Spřátelil se s Jamesem Joycem, Ernestem Hemingwayem, Gertrudou Steinovou, Ezrou Poundem a Jean Rhysovou, které všechny publikoval (Ford byl vzorem postavy pana Braddocka v románu E. Hemingwaye Slunce také stoupá). Britský modernistický básník Basil Bunting pracoval ve Fordově časopise jako jeho asistent.
Jako kritik je Ford známý výrokem: „Otevřete knihu na straně devadesát devět a čtěte, úroveň okamžitě poznáte.“ Americký novinář a zahraniční dopisovatel George Seldes ve své knize Witness to a Century (Svědek století) popisuje Forda („pravděpodobně v roce 1932“) a připomíná jeho spisovatelskou spolupráci s Josephem Conradem a také nedostatek důkazů vydavatelů o jeho statusu spoluautora. Seldes líčí jak Forda zklamaly výroky Hemingwaye: „a teď mě popírá, když se stal známějším než já.“ Fordovy oči byly plné slz.
Řekl: „Pomohl jsem Josephovi Conradovi, pomohl jsem Hemingwayovi. Pomohl jsem tuctu, desítkám spisovatelů, a mnoho z nich mě podrazilo. Nyní jsem starý muž a zemřu, aniž bych byl slavný jako Hemingway.“ Seldes poznamenává: „Na závěr tohoto prohlášení Ford začal vzlykat, a pak se rozplakal.“
Hemingway věnoval kapitolu své pařížské knihy A Moveable Feast (Pohyblivý svátek) setkání s Fordem v kavárně v Paříži na začátku 20. let. Popisuje Forda jako „vzpřímeného, dobře oblečeného a velmi sebevědomého“.
Později, během svého pobytu ve Spojených státech, se Ford přátelil s básníkem Allenem Tatem, se spisovatelkou a literární kritičkou Caroline Gordonovou, novinářkou a politickou aktivistkou Katherine Anne Porterovou a Robertem Lowellem (v té době byl eště studentem). Ford byl po celý život propagátorem a předním tvůrcem nové literatury a literárních experimentů. V roce 1929 publikoval knihu: The English Novel: From the Earliest Days to the Death of Joseph Conrad (Od nejranějších dnů po smrt Josepha Conrada), svěží a dostupný přehled o historii anglických románů. Měl poměr s Jean Rhysovou, vztah však skončil roztržkou, téma pak použila Rhysová ve svém románu Quartet.

## Odkaz
Nejslavnější díla Forda Madoxe Forda jsou romány Nejsmutnější příběh (1915), tetralogie Parade's End (1924–1928) a trilogie The Fifth Queen (1906–1908). Nejsmutnější příběh je často zahrnován mezi velkou literaturu 20. století, včetně Modern Library 100 Best Novel,, jsou a seznamu listu The Observer 100 Greatest Novels of All Time (100 největších románů všech dob), a The Guardian „1000 románů, které si všichni musí přečíst“.
Anthony Burgess popsal Forda jako „největšího britského romanopisce“ 20. století.

## Vybrané práce
- The Shifting of the Fire, as H Ford Hueffer, Unwin, 1892.
- The Brown Owl, as H Ford Hueffer, Unwin, 1892.
- The Queen Who Flew: A Fairy Tale, Bliss Sands & Foster, 1894.
- Ford Madox Brown : a record of his life and work, as H Ford Hueffer, Longmans, Green, 1896.
- The Cinque Ports, Blackwood, 1900.
- The Inheritors: An Extravagant Story, Joseph Conrad and Ford M. Hueffer, Heinemann, 1901.
- Rossetti, Duckworth, [1902].
- Romance, Joseph Conrad and Ford M. Hueffer, Smith Elder, 1903.
- The Benefactor, Langham, 1905.
- The Soul of London. A Survey of the Modern City, Alston Rivers, 1905.
- The Heart of the Country. A Survey of a Modern Land, Alston Rivers, 1906.
- The Fifth Queen (Part One of The Fifth Queen trilogy), Alston Rivers, 1906.
- Privy Seal (Part Two of The Fifth Queen trilogy), Alston Rivers, 1907.
- The Spirit of the People. An Analysis of the English Mind, Alston Rivers, 1907.
- An English Girl, Methuen, 1907.
- The Fifth Queen Crowned (Part Three of The Fifth Queen trilogy), Nash, 1908.
- Mr Apollo, Methuen, 1908.
- The Half Moon, Nash, 1909.
- A Call, Chatto, 1910.
- The Portrait, Methuen, 1910.
- The Critical Attitude, as Ford Madox Hueffer, Duckworth 1911.
- The Simple Life Limited, as Daniel Chaucer, Lane, 1911.
- Ladies Whose Bright Eyes, Constable, 1911 (extensively revised in 1935).
- The Panel, Constable, 1912.
- The New Humpty Dumpty, as Daniel Chaucer, Lane, 1912.
- Henry James, Secker, 1913.
- Mr Fleight, Latimer, 1913.
- The Young Lovell, Chatto, 1913.
- Antwerp (eight-page poem), The Poetry Bookshop, 1915.
- Henry James, A Critical Study (1915).
- Between St Dennis and St George, Hodder, 1915.
- The Good Soldier, Lane, 1915.
- Zeppelin Nights, spoluautor: Violet Hunt, Lane, 1915.
- The Marsden Case, Duckworth, 1923.
- Women and Men, Paris, 1923.
- Mr Bosphorous, Duckworth, 1923.
- The Nature of a Crime, with Joseph Conrad, Duckworth, 1924.
- Joseph Conrad, A Personal Remembrance, Little, Brown and Company, 1924.
- Some Do Not..., Duckworth, 1924.
- No More Parades, Duckworth, 1925.
- A Man Could Stand Up —, Duckworth, 1926.
- A Mirror To France. Duckworth. 1926
- New York is Not America, Duckworth, 1927.
- New York Essays, Rudge, 1927.
- New Poems, Rudge, 1927.
- Last Post, Duckworth, 1928.
- A Little Less Than Gods, Duckworth, [1928].
- No Enemy, Macaulay, 1929.
- The English Novel: From the Earliest Days to the Death of Joseph Conrad (One Hour Series), Lippincott, 1929; Constable, 1930.
- Return to Yesterday, Liveright, 1932.
- When the Wicked Man, Cape, 1932.
- The Rash Act, Cape, 1933.
- It Was the Nightingale, Lippincott, 1933.
- Henry for Hugh, Lippincott, 1934.
- Provence, Unwin, 1935.
- Ladies Whose Bright Eyes (revised version), 1935
- Portraits from Life: Memories and Criticism of Henry James, Joseph Conrad, Thomas Hardy, H.G. Wells, Stephen Crane, D.H. Lawrence, John Galsworthy, Ivan Turgenev, W.H. Hudson, Theodore Dreiser, A.C. Swinburne, Houghton Mifflin Company Boston, 1937.
- Great Trade Route, OUP, 1937.
- Vive Le Roy, Unwin, 1937.
- The March of Literature, Dial, 1938.
- Selected Poems, Randall, 1971.
- Your Mirror to My Times, Holt, 1971.
- A History of Our Own Times, Indiana University Press, 1988.